# Олимп (организованная преступная группировка)
Волгодонская организованная преступная группировка (ОПГ «Олимп») — крупная и мощная организованная преступная группировка (ОПГ), начавшая свою деятельность в 1990-е годы в Волгодонске и Ростовской области. Одним из её лидеров и основателей считается Евгений Кудрявцев по прозвищу «Адмирал», руководивший долгое время ООО «Тройка» и считавшийся одним из наиболее влиятельных людей города. Позже Кудрявцев легализовался как предприниматель и меценат.

## Создание ОПГ
ОПГ «Олимп» была создана в начале 1990-х годов в Волгодонске: помимо неё, в городе орудовали крупные «Париж», «Тридцатник», «Кураж» и «Юдинские». Наименее влиятельной из них был «Кураж», наиболее сильными были «Юдинские» и «Адмиральские». Основателями ОПГ «Олимп» считались два предпринимателя — Николай Бурдюгов и Евгений Кудрявцев, учредители ООО «Тройка». Бурдюгов формально был первым лицом в «Тройке» и в городе: милиция, осуществляя оперативную разработку, отмечала, что Бурдюгов мог прогнозировать развитие экономической ситуации в городе и успешно пользоваться этим. Ещё одним человеком, оказавшим влияние на формирование «Тройки», был занимавший тогда пост главы Волгодонска Вячеслав Хижняков.
Название группировки было дано по имени спорткомплекса «Олимп», где торговали ларёчники — ООО «Тройка» занималась их крышеванием. Хижняков отдал «Тройке» этот комплекс в аренду на 15 лет, предоставив также другие доходные участки в центре города и при жёстком дефиците бюджета даже освободив «Тройку» от арендной платы. Лидеры группировки, упорядочили торговлю в спорткомплексе, начали строительство множества новых рынков и занялись поиском новых земель и рэкетом предпринимателей, а также выбиванием долгов.

## Деятельность группировки
С момента своего образования группировка распространяла своё влияние на весь город Волгодонск, пытаясь заполучить даже контроль над Ростовской АЭС и предприятием «Атоммаш». Члены ОПГ шантажировали предпринимателей, не желавших платить дань, взрывая их машины и поджигая магазины, а банду подозревали и в убийствах. В 1991 году Кудрявцев впервые предстал перед судом по обвинению в избиении предпринимателя-ювелира, который отказался платить его людям дань. «Адмирал» и двое его подчинённых (Кузьмин и Ковшов) вывезли того в лес и избили там, подвергнув моральным издевательствам. Кудрявцев признал полностью свою вину на допросах и был приговорён к 6 годам лишения свободы условно. Предполагается, что условное наказание он получил благодаря адвокату Наталье Шевченко, жене начальника местного УВД генерала Виталия Шевченко, который позже занимал посты главы МВД Карачаево-Черкесской Республики и главы ГУВД Ростовской области.
Между бандой Евгения Кудрявцева и бандой Сергея Юдина («Юдинские») в 1990-е годы разгорелась настоящая война: Юдин решил избавиться от уже имевшего тогда значительный вес Кудрявцева. Банда Юдина подожгла торговую точку кооператива «Минутка», магазины «Дубравушка» и «Старый двор» вместе со сторожами, а также автобус «Кубань» агропромышленного кооператива «Глобус». В сентябре 1993 года в автомобиль «Адмирала» была заложена взрывчатка мощностью 400 г аммонита, однако в заминированный автомобиль сел не сам Кудрявцев, а его водитель: в результате взрыва водитель получил около сотни осколочных ранений и выжил, оставшись калекой. Кудрявцев вынужден был уехать из города. В том же году на «Адмирала» было заведено второе уголовное дело за вымогательство, но его закрыли: интересы Кудрявцева и в этом случае защищала Наталья Шевченко. В дальнейшем о связях Шевченко и Кудрявцева говорили представители ОПГ «Париж», утверждая, что он крышевал многие волгодонские преступные группировки. Другой покровитель Кудрявцева, Хижняков, в дальнейшем стал полномочным представителем Президента в Совете Федерации.
В январе 1995 года на Кудрявцева готовилось новое покушение: снайпер «Юдинских» Утенков должен был подстрелить «Адмирала» на улице Энтузиастов, где тот жил. Однако Утенков не решился стрелять: в момент подготовки к стрельбе Кудрявцев гулял по двору с грудным ребёнком на руках, и снайпер соврал заказчику, что в винтовке заклинило патрон. Через четыре месяца у дверей квартиры «Адмирала» киллер попытался установить бомбу и в итоге подорвался сам. В 1996 году против Кудрявцева завели третье дело по обвинению в незаконном хранении оружия и провели обыск в его квартире, однако дело было закрыто: считается, что вмешались сотрудники органов, с которыми у Кудрявцева были сильные связи. Бурдюгов также остался в живых после покушения. В дальнейшем Юдин организовывал покушения против тех предпринимателей, с которыми Кудрявцев имел общий бизнес.
В начале 1996 года по заказу Юдина убийца совершил покушение на технического директора завода «Атоммаш» Александра Кокаулина, подкараулив его на дороге и расстреляв из автомата: Кокаулин получил две пули в голову, но выжил. Через несколько месяцев сын заместителя гендиректора того же предприятия Георгия Собакаря был убит со своей подругой из пистолета в машине: следователи установили, что люди Юдина неоднократно угрожали Собакарю-старшему. В конце того же года девять членов банды Юдина были арестованы, но сам главарь скрылся за границей. Считается, что к ликвидации своих конкурентов наподобие Юдина приложил руку лично «Адмирал», раздавая взятки сотрудникам правоохранительных органов и судьям. В 2000 году главари банды начали работу с векселями Ростовской АЭС, а в марте 2002 года Бурдюгов был расстрелян из автомата около своего коттеджа: следователи даже подозревали самого Кудрявцева, у которого могло быть желание избавиться от конкурента.

## Попытки борьбы против ОПГ
Многие попытки привлечь членов ОПГ «Олимп» терпели неудачу: пресса сообщала, что уголовные дела закрывались по причине вмешательства коррумпированных чиновников и коррумпированных сотрудников правоохранительных органов. Сотрудников правоохранительных органов, которые боролись против Кудрявцева, высылали из города и распределяли по деревням, а отказывавшихся подчиняться подвергали серьёзному давлению и угрозам: одному из милиционеров даже взорвали машину.
В то же время многие люди симпатизировали бандитам и нередко говорили, что «Олимп» был способны за денежную сумму выполнить любую просьбу и даже решить те проблемы, которые власть игнорировала. По заявлениям от 2003 года, некоторые люди доверяли «Олимпу» даже больше, чем милиции, поскольку те даже могли сдерживать гопников. В 2004 году на одну из газет, которая называла Кудрявцева лидером ОПГ, подал в суд лично «Адмирал», обвинив её в клевете. Изначально, несмотря на свидетельства журналистов и заявления УВД Волгодонска, судья удовлетворила иск Кудрявцева, но Ростовский областной суд отменил решение и отказал Кудрявцеву в удовлетворении иска.

### Дело Зубенко и Шеремета
В 1998 году двое участников банды - Зубенко и Шеремет, были осуждены Волгодонским судом на три года заключения за вымогательство, но прокурор города счёл приговор мягким и решил обжаловать его в Ростовском областном суде. В том же году в ростовской региональной газете «Наше время» была опубликована расшифровка телефонного разговора Кудрявцева и Хижнякова, в которой «Адмирал» просил мэра походатайствовать перед председателем Ростовского областного суда об отклонении протеста прокурора. Хижняков пообещал решить вопрос. Были записаны два разговора, в которых Кудрявцев с Хижняковым договорились привлечь к делу Бурдюгова и даже найти «нужного судью», чтобы отклонить апелляцию прокурора и оставить в силе прежний вынесенный судом приговор. В итоге судебная коллегия по уголовным делам Ростовского областного суда оставила протест прокурора без удовлетворения, а сам Хижняков позже публично подтвердил факт подобных бесед с Кудрявцевым на эту тему. Кассета с записью разговора, согласно сообщению прокурора Ростовской области от апреля 2003 года, была уничтожена.

### Вмешательство комиссии МВД в 2003 году
С 13 по 16 декабря 2002 года в Волгодонске рэкетиры ворвались в помещения 60 предприятий, потребовав под угрозой расправы от коммерсантов платить дань. В связи с этим в 2003 году пострадавшие предприниматели Волгодонска отправили Президенту России Владимиру Путину письмо с просьбой остановить беспредел: первыми подписались 38 человек по инициативе Леонида Петрашиса, президента Союза организаций малого и среднего бизнеса. Позже 180 коммерсантов по инициативе Кудрявцева, который враждовал с Петрашисом, направили другое письмо, назвав сообщения о рэкете мистификацией. В связи с этим к Волгодонску резко вырос интерес в СМИ.
Подчинённые «Адмирала», комментируя заявления Петрашиса о массовом рэкете, предъявляли в его адрес встречные обвинения и утверждали, что он собирал взносы с членов Союза организаций малого и среднего бизнеса, а также присваивал себе долю в фирме: также они обвиняли его в том, что он давал людям кредиты и становился совладельцем. Также члены «Олимпа» в интервью прессе говорили, что инициатива Петрашиса была направлена на смену руководства городских властей и правоохранительных органов, хотя действовавший мэр занял свой пост не без помощи самого Леонида Петрашиса. Было известно, что мэр купил на социальные деньги три машины BMW, одну из которых бандиты сожгли в знак протеста. Петрашис называл все обвинения в свой адрес надуманными, утверждая, что Кудрявцев обозлился на него из-за того, что своим письмом люди Петрашиса «вынесли сор из избы».
Вскоре в Волгодонск приехала комиссия МВД РФ и областной прокуратуры, которые сняли с должностей и Вячеслава Хижнякова, и Виталия Шевченко, и Александра Токарева (глава Волгодонского УВД). Сам Шевченко утверждал, что публикации о его связях с криминалом носят заказной характер, а его инциаиторами являются некие влиятельные люди из Москвы, хотя репутация генерала к тому моменту была подорвана из-за того, что было закрыто уголовное дело против его сына Олега, который совершил наезд на женщину с девятимесячным ребёнком (утверждалось, что генерал якобы надавил на следователей). В квартирах «Адмирала» и его сообщников произошли массовые обыски, но сам Кудрявцев на несколько месяцев покинул город: во время проверок он ездил в Москву и Сочи. В ходе оперативно-розыскных мероприятий при участии оперативников и ОМОНовцев из Ростова-на-Дону были задержаны 8 бандитов: семеро были осуждены, получив только условные сроки.

## Структура
К 2000 году в составе группировки действовали несколько сотен человек, среди которых были:
- «базарные» — личная бригада «Адмирала» (лидер — Евгений Кудрявцев);
- бригада «Теркина» (лидер — Эдуард Терлоев)
- бригада «Копылковых» (лидеры — братья Копылковы)
- бригада «Малгобека» (лидер — Евгений Прошков)
- бригада «Долбилина» (лидер — Анатолий Долбилин, начальник службы безопасности предпринимателя и депутата Олега Струкова, который подозревался в финансировании ОПС «Олимп»).

После разгрома «Юдинской» группировки её остатки перешли под контроль Кудрявцева, а к тому же 2000 году в состав ОПГ «Олимп» вошли банда «Тридцатник» и ОПГ Щербака. В группировку «Адмирала» также входили несколько чеченцев, через которых тот имел выход на Чечню и на чеченскую диаспору Ростовской области. В 2003 году группировка «Олимп» насчитывала, по некоторым оценкам, около 300 человек: с учётом находившихся под их влиянием бригад «Тридцатник» и «Париж» численность банды достигала 500 человек. Бойцы банды тренировались в дворце спорта на боксёрском ринге.
Фирменным стилем участников группировки было избиение своих жертв металлическими прутами: бандиты ломали ноги арматурой и пробивали головы тем, кто пытался им перечить. Обычно они поступали так с жертвами в подъездах их собственных домов. В частности, в 2007 году член банды Зубарев во время очередного массового возмущения предпринимателей избил прутом одного бизнесмена, который попал в больницу с черепно-мозговой травмой. Зубарев был осуждён на год исправительных работ за причинение легкого вреда здоровью, но освобождён в зале суда. Другой «олимповец», Александр Дементьев обвинялся в том, что избил металлической трубой предпринимателя в подъезде дома (у того диагностировали черепно-мозговую травму, перелом ноги и множественные ушибы), а через три месяца двумя выстрелами в затылок ранил другого человека (Дементьева задержали в Краснодаре). Ещё четверо человек, избиение которых приписывали «Олимпу», заявления в милицию так и не подали.

## Связи
Помимо Хижнякова и Шевченко, «Адмирал» имел обширные связи с бандитами из других регионов России: в Ростовской области его поддерживал вор в законе А. Белов («Белый»). ОПГ влияла и на коммерческую деятельность войскового казачьего общества «Всевеликое Войско Донское», поддерживая связи с его новочеркасским атаманом Геннадием Недвигиным. Войско заключило договоры о реализации сельхозпродукции на рынках Вологды и Москвы, поставке сельхозпродукции Министерству обороны РФ и отлове рыбы в Азовском море и Цимлянском водохранилище. Оно контролировало рынки Ростовской области, а среди партнёров войска упоминались Цимлянский ковровый комбинат, АО «Рубин» и транспортная компания Батайска.
Недвигин, который занимал пост главы федерации дзюдо Новочеркасска и также был известен в криминальных кругах, был назначен атаманом в Новочеркасске 4 июня 1999 года после того, как занимавший пост помощника губернатора Ростовской области Вячеслав Хижняков уехал в Москву на повышение. 6 июня в районе 2:00 около своего дома Недвигин, ставивший машину в гараж, был расстрелян засевшими на крыше бандитами: он получил три ранения в голову и скончался по дороге в больницу, а преступников задержать по горячим следам не удалось. Было установлено, что в покушении участвовали трое: один стрелял в казака, второй страховал стрелка, третий ждал бандитов в машине неподалёку. В 2005 году выяснилось, что заказчиком убийства Недвигина был президент спортивного клуба «Атлант» и криминальный авторитет Андрей «Чарик» Гончаров, который боролся за контроль над рынком «Азовский». Сам Гончаров был убит 28 января 2001 года: по одной из версий, люди Недвигина таким образом могли отомстить за гибель атамана.

## Легализация Кудрявцева
В последующие годы группировка «Олимп» начала легализовывать свой бизнес, формально характеризовавшийся как торговый. ОПГ контролировала большинство магазинов, рынков и местных ресторанов в Волгодонске. Её члены владели сетью компаний, начиная от киосков и складов и заканчивая перерабатывающими предприятиями. В сферу их деятельности входили сбыт алкоголя, автомобилей, продовольствия, одежды и других товаров, а сами они строили цеха и коттеджи. Значительная часть прибыли имела место за счёт незаконной предпринимательской деятельности, сокрытия доходов от деятельности предприятий, а также вымогательства и шантажа. Некоторые компании имели совместных владельцев из группировки и Волгодонской думы: к таковым относилась даже элитная школа-лицей. Магазины, принадлежавшие Кудрявцеву, были оформлены по документам как капитальные строения, однако по сути были «жестяными коробками-времянками». Легализовавшийся Кудрявцев занимался также строительством гостиниц на побережье Чёрного моря и посещал форум «Деловая Россия» в Москве. .
Для поддержания своего имиджа Кудрявцев начал организовывать разные концерты и выделять средства на благотворительные цели. В частности, он учредил «Фонд поддержки семьи и детства имени Николая Бурдюгова», который занимался приобретением книг для библиотек школ-интернатов. В июне 2005 года награждён архиерейской грамотой «Во внимание к усердному служению на благо Русской православной церкви от имени архиепископа Ростовского и Новочеркасского Пантелеимона, а в июне 2013 года награждён медалью «В память 200-летия победы в Отечественной войне 1812 года» и Патриаршей грамотой от епископа Волгодонского и Сальского Корнилия. В 2006 году получил премию «Добрый ангел мира» от частного фонда «Меценаты столетия». Помимо этого, Кудрявцев занимался финансированием строительства Храма Покрова Пресвятой Богородице в станице Кутейниковская (Зимовниковский район) и епархиального подворья в Волгодонске. В 2017 году за выделение средств на восстановление храма Рождества Христова в станице Ниждекундрюченской он был награждён орденом святого благоверного князя Даниила Московского III степени. Также Кудрявцев стал кавалером трёх частных наград — «Держава», «Всемирной человечности» и «За веру, Дон и Отечество».
В 2009 году Кудрявцев с женой отправились на горнолыжный курорт в Красную Поляну, где тот сделал совместную фотографию с президентом России Дмитрием Медведевым и даже побеседовал с ним. Фотография была опубликована в газете Кудрявцева «Правда, что?» и вызвала большой общественный резонанс. Корреспондент региональной газеты «Наше время» Наталья Шелимова, писавшая на протяжении более чем пяти лет статьи об «Олимпе», даже высылала статью с фотографией Кудрявцева и Медведева в федеральную газету «Собеседник».

## Политическое влияние
Ставленники группировки «Адмирала» и симпатизировавшие ей политики занимали места в Волгодонской городской думе, а попытки бороться против самого Кудрявцева на политическом уровне терпели неудачу. В частности, в 1997 году избранный мэр Сергей Горбунов предпринимал попытку бороться против «Олимпа» путём подрыва его экономической базы и даже осудил Шеремета и Зубенко, однако к концу срока он не устоял, снова договорившись об аренде земли с ООО «Тройка» и придумав для неё форму торгового объекта «мини-магазин», что снизило арендную плату в 10 раз. В дальнейшем мэры Александр Клейменов и Виктор Фирсов оказывали определённую помощь Кудрявцеву в легализации принадлежавших ему предприятий — Фирсов, который ездил с охраной, отказался от её услуг после избрания представителей «Олимпа» в городскую думу. В квартире самого Кудрявцева в своё время проводились обыски во время расследования убийства депутата Волгодонской думы Павла Зубкова.
В 2010 году состоявшие в «Олимпе» лица приняли участие в выборах в Волгодонскую городскую думу, среди которых были Геннадий Кудрявцев (брат Евгения Кудрявцева) - от ЛДПР, директор ООО «Тройка» Евгений Федорин (был в федеральном розыске за избиение сотрудника вневедомственной охраны) и депутат Александр Пруцаков (он же «Шома», владелец половины турагентства «Олимп» совместно с Зубаревым). На фоне этих выборов разгорелся скандал: Шелимова в марте 2010 года в газете «Наше время» опубликовала статью «Волгодонск. Небожитель Олимпа», в которой подробно описала вмешательство Кудрявцева и его людей в предвыборный процесс, отмечая, что Кудрявцев входит в ЛДПР,  а Пруцаков в «Единую Россию», а Пруцаков был также заместителем председателя Волгодонской городской думы. После публикации статьи рядом с домом Шелимовой стали распространяться листовки с призывами отправить журналистку в тюрьму, а неизвестные стали повреждать её имущество и угрожать ей расправой. В последующие полгода на Шелимову началась откровенная охота. Преступники начали воровать номера её автомобиля, заливать клеем дверной замок её квартиры, заливать краску в квартиру, замок и гараж, а также разбивать стёкла камнями. Бандиты даже сорвали установленную в подъезде камеру наблюдения. В газете «Правда, что?» были напечатаны публикации с контекстом «Шелимова — враг народа».
Председатель территориальной избирательной комиссии приказал начальнику УВД по Волгодонску полковнику милиции Ю. Середе не допустить распространения в области тиража газеты с означенной статьёй. Почтальонов, которые разносили эти номера, постоянно избивали, но уголовные дела ни по этому факту, ни по фактам угрозы журналистке не заводили. Однако 17 декабря 2010 года после публикации в «Новой Газете» материала под названием «Атомная группировка» против преследователей Шелимовой возбудили уголовное дело по факту оскорбления, угрозы убийством и умышленному повреждению имущества. Отдельно было возбуждено уголовное дело по факту воспрепятствования законной деятельности журналиста путём принуждения к отказу от распространения информации. Кудрявцев подал иск против Шелимовой, требуя опровергнуть заявления о его криминальной деятельности, но Шелимова принесла милицейскую ориентировку на «Адмирала», в которой прямым текстом утверждалось о Кудрявцеве как о лидере ОПГ, и выиграла дело. С ней судился и Пруцаков, на которого также была милицейская ориентировка и оперативная разработка: он упоминался не только как член ОПГ «Олимп» по кличке «Шома», но и как член молодёжных группировок «Малый Бродвей» и «Комса».